# 三菱ダイヤモンド劇場
『三菱ダイヤモンド劇場』（みつびしダイヤモンドげきじょう）は、1959年10月26日から1960年6月6日までフジテレビ系列の毎週月曜20時30分 - 21時00分（JST）に放送されたテレビドラマの放送枠である。新三菱重工（現：三菱自動車工業）の一社提供。

## 概要
開局して半年たったフジテレビが、月曜の20:30枠に設置したドラマ枠で、様々な名作（特に直木賞作品）をテレビドラマ化して放送した。
形態は前後編が多いが、時々1話完結のも有る。なお『梟の城』のみは前中後編形態だった。

## 放送作品一覧

### 1959年
1. ナリン殿下の回想（前編）（10月26日）
2. ナリン殿下の回想（後編）（11月2日）
3. 英語屋さん（前編）（11月9日）
4. 英語屋さん（後編）（11月16日）
5. 執行猶予（前編）（11月23日）
6. 執行猶予（後編）（11月30日）
7. 罪な女（12月7日）
8. ボロ屋の春秋（前編）（12月14日）
9. ボロ屋の春秋（後編）（12月21日）
10. 天皇の帽子（12月28日）

### 1960年
1. 小指（前編）（1月4日）
2. 小指（後編）（1月11日）
3. 花のれん（前編）（1月18日）
4. 花のれん（後編）（1月25日）
5. 馬淵川（前編）（2月1日）
6. 馬淵川（後編）（2月8日）
7. 終身未決囚（2月15日）
8. お吟さま（前編）（2月22日）
9. お吟さま（後編）（2月29日）
10. 赤い雪（前編）（3月7日）
11. 赤い雪（後編）（3月14日）
12. 団十郎切腹事件（前編）（3月21日）
13. 団十郎切腹事件（後編）（3月28日）
14. 梟の城（前編）（4月4日）
15. 梟の城（中編）（4月11日）
16. 梟の城（後編）（4月18日）
17. 強情いちご（4月25日）
18. ある強迫（5月2日）
19. 海の廃園（5月9日）
20. 鈴木主水（5月16日）
21. 整師（前編）（5月23日）
22. 整師（後編）（5月30日）
23. 面（6月6日）